# Maltaprozession
Die Maltaprozession ist eine Wallfahrt in Kärnten von St. Peter/Rennweg zur Pfarrkirche Maria Hilf in der Kärntner Gemeinde Malta. Sie findet am 2. Sonntag nach Fronleichnam statt.
Während der Wallfahrt werden drei Rosenkränze,  die Allerheiligenlitanei und Fürbitten gebetet. Bei Ankunft an der Pfarrkirche Malta umkreist der Zug einmal die Kirche.

## Route
Die 19 Kilometer lange Strecke beginnt an der Pfarrkirche St. Peter. Innerhalb von 6 Stunden sind etwa 900 Höhenmeter zu überwinden. Der Weg führt vom Liesertal in das Maltatal, wobei auf dem Weg von St. Peter/Rennweg nach Malta eine landschaftlich reizvolle Berglandschaft durchschritten wird.

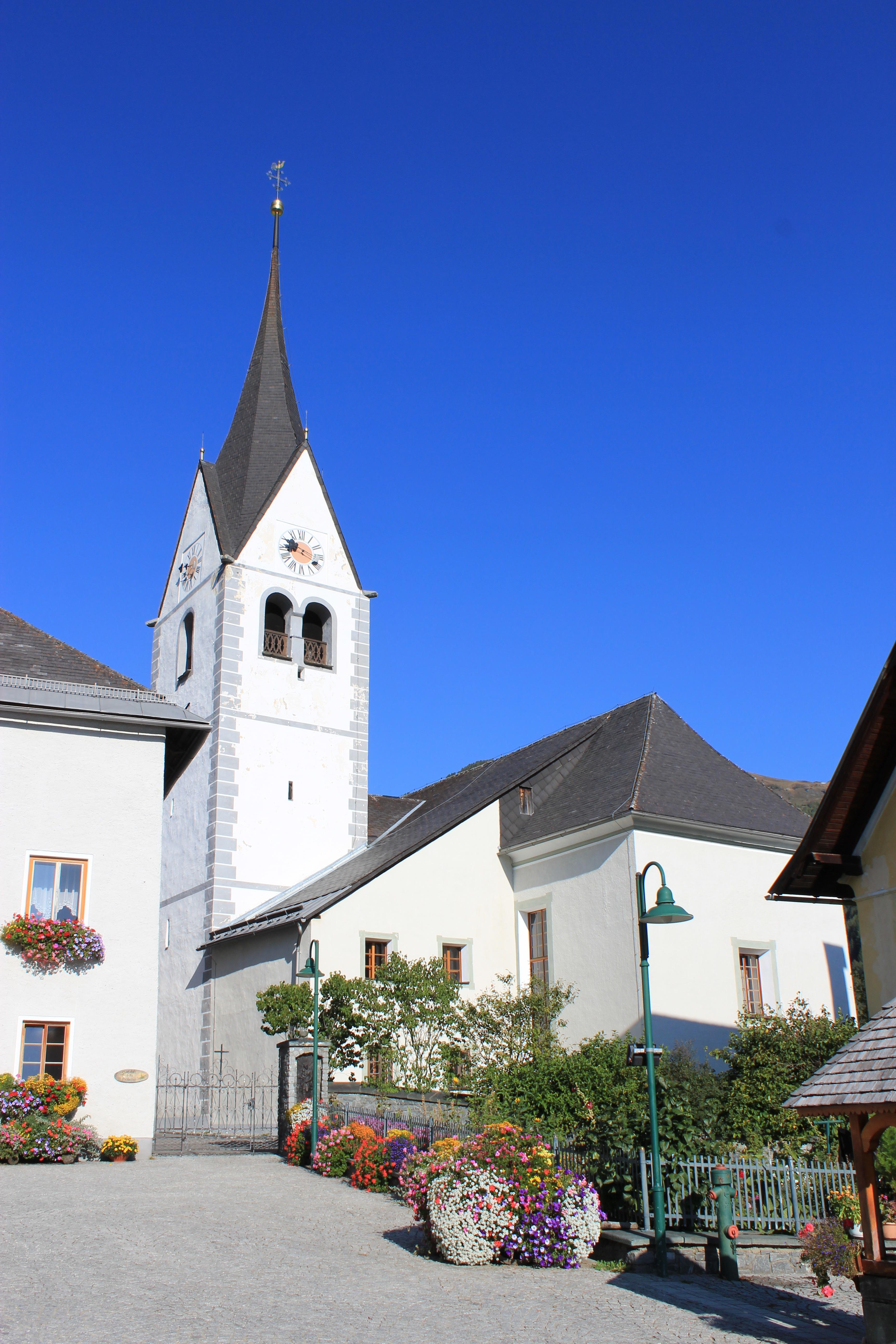
Start – St. Peter Rennweg
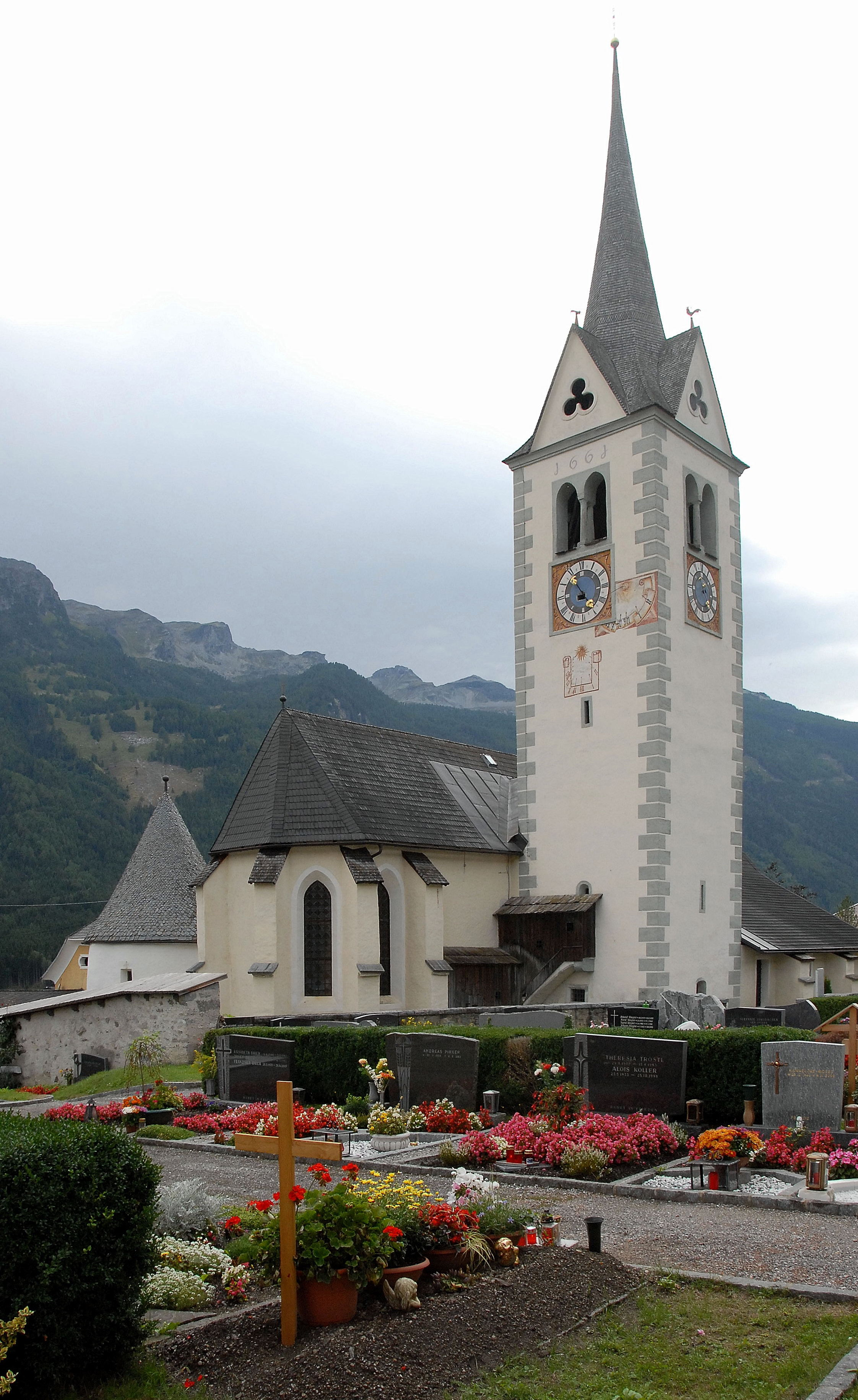
Ziel – Pfarrkirche Maria Hilf Assumptio in Malta

## Geschichte
Der Ursprung der Maltaprozession geht vermutlich auf die Zeit der Pest, zu Beginn des 16. Jahrhunderts, zurück. Anlass waren Bitt- oder Dankgebete an die Mutter Gottes Maria, woraus sich das Ziel der Wallfahrt, die Pfarrkirche Maria Hilf Assumptio in Malta erklärt.